# Patalliro! (película)
Patalliro! (劇場版パタリロ！ Gekijō-ban Patariro!?) es una película japonesa de comedia, basada en el manga homónimo de Mineo Maya. Dirigida por Kensaku Kobayashi y escrita por Tetsuhiro Ikeda, la película fue estrenada el 28 de junio de 2019. Fue protagonizada por Ryō Katō, Tsunenori Aoki y Hiroki Sana.

## Argumento
El malcriado príncipe heredero del reino de Malynera, Patalliro (Ryō Katō), viaja a la ciudad de Londres en una visita oficial. Allí, pronto es blanco de un intento de asesinato, sin embargo, es rescatado por el apuesto comandante del MI6, Jack Barbarosa Bancoran (Tsunenori Aoki). Impresionado con las habilidades de Bancoran y decepcionado de sus propios guardaespaldas, los Tamanegi, Patalliro le ordena a este que sea su guardaespaldas en lo que dura su estadía en la ciudad, a lo que Bancoran accede a regañadientes. La visita de Patalliro a Londres no es solo una burocrática, sino que también planea recuperar una carta de amor que su moribundo padre escribió a su amante décadas atrás y que permance oculta en una pintura de un museo. Patalliro es ayudado en esto por el bello Maraich Juschenfe (Hiroki Sana), un supuesto reportero de la BBC, que luego resulta ser un asesino enviado para acabar con la vida del príncipe. 

## Reparto
- Ryō Katō como Patalliro du Malyner VIII
- Tsunenori Aoki como Jack Barbarosa Bancoran
- Hiroki Sana como Maraich Juschenfe
- Kei Hosogai como Tamanegi n.º 21
- Sōnde Kanai como Tamanegi n.º 9
- Shun Ishida como Tamanegi n.º 11
- Ryō Mitsuya como Tamanegi n.º 19
- Kōki Yoshimoto como Tamanegi n.º 17
- Ryōta Kobayashi como Tamanegi n.º 35
- Sumihiro Yoshikawa como Eisenberg

### Secundarios
- Shō Aikawa como Jefe de la milicia
- Hōka Kinoshita como Tamanegi n.º 7
- Yūki Matsumura como Tamanegi n.º 1
- Mineo Maya como Mîi-chan/Conserje
- Yōei Mikami como Maya mens
- Tokuma Nishioka como Schlesinger
- Tarō Ōmiya como Tamanegi nº3
- Ginpei Satō como Maya mens
- Ippei Shiba como Maya mens
- Kenta Suga como Tamanegi n.º 63
- Sawa Suzuki como Étrange
- Kōichirō Tomioka como Maya mens

## Producción
El manga original recibió dos adaptaciones a musicales en 2016 y 2018, respectivamente. El estreno de una película de acción real fue anunciado el 15 de marzo de 2018, durante la primera función del segundo musical de la franquicia, Patalliro!: Stardust Keikaku. El elenco se compone de los mismos actores de los musicales, con Ryō Katō, Tsunenori Aoki y Hiroki Sana en los roles principales de Patalliro, Bacoran y Maraich. El director Kensaku Kobayashi y el guionista Tetsuhiro Ikeda también regresaron para la película, mientras que el mangaka Mineo Maya realizó apariciones especiales en roles secundarios.
Originalmente, el filme fue programado para estrenarse en otoño de 2018, sin embargo, el estreno fue pospuesto tras el arresto del actor Tsunenori Aoki por asalto a varias mujeres, y la película fue finalmente estrenada el 28 de junio de 2019.
Patalliro! fue la segunda serie de manga de Maya en recibir una adaptación cinematográfica, siendo precedida por Tonde Saitama en febrero de 2019.